# Nellie Fox
Pour les articles homonymes, voir Fox.
Jacob Nelson "Nellie" Fox, né le 25 décembre 1927 dans la municipalité de St. Thomas (Pennsylvanie), et mort le 1er décembre 1975 à Baltimore (Maryland), est un joueur de baseball américain ayant évolué au deuxième but dans les ligues majeures de 1947 à 1965 avec les Athletics de Philadelphie, les White Sox de Chicago, ainsi qu'avec les Colt .45's et les Astros de Houston. Il a connu 6 saisons avec une moyenne au bâton de .300 et plus, a été choisi 12 fois sur les équipes d'étoiles, a été désigné le joueur par excellence de la Ligue américaine en 1959, et a été admis au Temple de la renommée en 1997.

## Carrière

### Avec les A's
Remarqué par Connie Mack, un des propriétaires des Athletics de Philadelphie, Nellie Fox a signé son premier contrat avec l'équipe à l'âge de 16 ans, et il a joué son premier match avec les A's le 8 juin 1947. Il n'a pris part qu'à 10 matchs avec l'équipe au cours des saisons 1947 et 1948. Alors qu'il a été utilisé sporadiquement en 1949, son avenir dans le baseball majeur semblait plutôt incertain. Les Athletics l'ont échangé aux White Sox de Chicago quelques semaines après la fin de la saison.

### Avec les White Sox

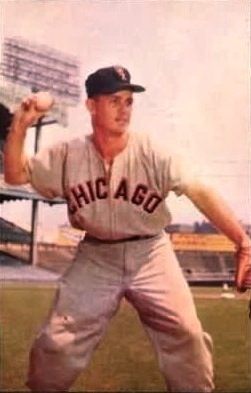
Nellie Fox en 1953

Nellie Fox a entrepris en 1950 avec les White Sox les 14 saisons qui devaient en faire une grande vedette et contribuer à son élection au sein des immortels du baseball majeur. 1951 a été la première des six saisons qu'il a complétées avec une moyenne au bâton de .300 et plus, et la première qui lui a valu une sélection sur l'équipe d'étoiles de la Ligue américaine. À quatre reprises, en 1952, 1954, 1957 et 1958, il a obtenu le plus haut total de coups sûrs de la ligue.
1959 a marqué le sommet de la carrière de Nellie Fox. Cette saison-là, il a terminé avec une moyenne de .306, et il a été choisi le joueur par excellence de la Ligue américaine. Les White Sox ont alors remporté leur premier championnat depuis 1919. Au cours de la Série mondiale, Nellie Fox a frappé 9 coups sûrs en 24 présences au marbre, dont 3 doubles, pour une moyenne de .375, la meilleure de l'équipe. Cette excellente performance n'a cependant pas suffi, les White Sox ayant perdu la série en six rencontres face aux Dodgers de Los Angeles.
Fox a joué quatre autres saisons avec les White Sox. En décembre 1963, il a été échangé aux Colt .45's de Houston, qui deviendront l'année suivante les Astros de Houston.

### Avec Houston
Nellie Fox a joué toute la saison 1964 avec Houston, terminant avec une moyenne de .265. La saison suivante, il n'a disputé que 21 rencontres avant de recevoir son congé en juillet.
Nellie Fox était reconnu comme un frappeur très difficile à retirer au bâton; à ses 9 232 présences au marbre en carrìère, il n'a été retiré sur des prises que 216 fois. Quant à ses qualités défensives, les trois gants dorés qui lui ont été décernés en font foi. En 1976, les White Sox lui ont rendu hommage en retirant le numéro 2 porté en carrière sur son chandail. Atteint d'un cancer lymphatique, Nellie Fox a succombé à la maladie en 1975 à l'âge de 47 ans.

## Statistiques offensives[2]
| Année     | Équipes                      | G    | AB   | H    | 2B  | 3B  | HR | P    | RBI | BA   |
| --------- | ---------------------------- | ---- | ---- | ---- | --- | --- | -- | ---- | --- | ---- |
| 1947-1949 | Athletics de Philadelphie    | 98   | 263  | 65   | 6   | 2   | 0  | 44   | 21  | .247 |
| 1950-1963 | White Sox de Chicago         | 2115 | 8486 | 2470 | 335 | 104 | 35 | 1187 | 740 | .291 |
| 1964-1965 | Colt .45's/Astros de Houston | 154  | 483  | 128  | 14  | 6   | 0  | 48   | 29  | .265 |
| TOTAUX    |                              | 2367 | 9232 | 2663 | 355 | 112 | 35 | 1279 | 790 | .288 |

## Titres et honneurs
- Sur l'équipe d'étoiles de la Ligue américaine (1951-1961, 1963).
- Joueur par excellence de la Ligue américaine (1959).
- Gant doré (1957, 1959, 1960).
- Le numéro 2 qu'il a porté en carrière retiré par les White Sox de Chicago (1976).
- Élu au Temple de la renommée (1997).